# Sanfrecce Hiroshima 2013
Questa voce raccoglie le informazioni riguardanti il Sanfrecce Hiroshima nelle competizioni ufficiali della stagione 2013.

## Maglie e sponsor
Per la stagione 2013 la Nike introduce un motivo più simile a quello del logo della squadra, con delle strisce orizzontali la cui tonalità è leggermente più scura rispetto al colore principale.. Gli sponsor ufficiali (Edion e Mazda) rimangono invariati.
| Manica sinistra · Manica sinistra · Maglietta · Maglietta · Manica destra · Manica destra · Pantaloncini · Pantaloncini · Calzettoni | Manica sinistra · Maglietta · Maglietta · Manica destra · Pantaloncini · Pantaloncini · Calzettoni | Manica sinistra · Maglietta · Maglietta · Manica destra · Pantaloncini · Pantaloncini · Calzettoni |

## Rosa
| N. |                          | Ruolo | Calciatore        |
| -- | ------------------------ | ----- | ----------------- |
| 1  | Giappone (bandiera)      | P     | Shūsaku Nishikawa |
| 2  | Corea del Sud (bandiera) | D     | Hwang Seok-Ho     |
| 4  | Giappone (bandiera)      | D     | Hiroki Mizumoto   |
| 5  | Giappone (bandiera)      | D     | Kazuhiko Chiba    |
| 6  | Giappone (bandiera)      | C     | Toshihiro Aoyama  |
| 7  | Giappone (bandiera)      | C     | Kōji Morisaki     |
| 8  | Giappone (bandiera)      | C     | Kazuyuki Morisaki |
| 9  | Giappone (bandiera)      | A     | Naoki Ishihara    |
| 11 | Giappone (bandiera)      | A     | Hisato Satō       |
| 14 | Croazia (bandiera)       | C     | Mihael Mikić      |
| 15 | Giappone (bandiera)      | C     | Tomotaka Okamoto  |
| 16 | Giappone (bandiera)      | C     | Satoru Yamagishi  |

| N. |                          | Ruolo | Calciatore        |
| -- | ------------------------ | ----- | ----------------- |
| 17 | Corea del Sud (bandiera) | D     | Park Hyung-Jin    |
| 19 | Corea del Sud (bandiera) | C     | Lee Dae-Heon      |
| 20 | Giappone (bandiera)      | C     | Hironori Ishikawa |
| 21 | Giappone (bandiera)      | P     | Yutaro Hara       |
| 23 | Giappone (bandiera)      | C     | Kota Sameshima    |
| 24 | Giappone (bandiera)      | C     | Gakuto Notsuda    |
| 26 | Giappone (bandiera)      | A     | Sena Inami        |
| 27 | Giappone (bandiera)      | C     | Kohei Shimizu     |
| 28 | Giappone (bandiera)      | C     | Takuya Marutani   |
| 29 | Giappone (bandiera)      | A     | Takuma Asano      |
| 32 | Corea del Sud (bandiera) | C     | Kim Jeong-Seok    |
| 35 | Giappone (bandiera)      | C     | Koji Nakajima     |

## Calciomercato

### Sessione invernale
| Acquisti | Acquisti         | Acquisti   | Acquisti |
| R.       | Nome             | da         | Modalità |
| -------- | ---------------- | ---------- | -------- |
| D        | Park Hyung-Jin   |            |          |
| C        | Tomotaka Okamoto | Sagan Tosu |          |
| C        | Gakuto Notsuda   |            |          |
| C        | Kim Jeong-Seok   |            |          |
| A        | Takuma Asano     |            |          |

| Cessioni | Cessioni          | Cessioni         | Cessioni |
| R.       | Nome              | a                | Modalità |
| -------- | ----------------- | ---------------- | -------- |
| D        | Daiki Nishioka    | Tochigi          |          |
| D        | Tsubasa Yokotake  | Gainare Tottori  |          |
| D        | Ryōta Moriwaki    | Urawa Reds       |          |
| D        | Shinji Tsujio     | Shimizu S-Pulse  |          |
| A        | Ryūichi Hirashige | Thespa Gunma     |          |
| A        | Junya Osaki       | Tokushima Vortis |          |

## Risultati

### Campionato

#### Girone di andata
| Arbitro: | Yamauchi |

|              |           |                             |
| Morisaki 55’ | Marcatori | 38’ Kashiwagi 51’ Haraguchi |

| Arbitro: | Murakami |

|                  |           |                     |
| Kim Kun-Hoan 81’ | Marcatori | 75’ Otani 84’ Chiba |

| Hiroshima 17 marzo 2013, ore 13:06 UTC+9 | Sanfrecce | 0 – 0 referto | Kashima Antlers | Hiroshima Big Arch (16 029 spett.)\| Arbitro: \| Ogiya \| |
| Arbitro:                                 | Ogiya     |               |                 |                                                           |

| Arbitro: | Iida |

|  |           |                                                |
|  | Marcatori | 14’ Ishihara 69’ (rig.), 82’ Sato 73’ Mizumoto |

| Arbitro: | Kimura |

|              |           |                                           |
| Takahagi 48’ | Marcatori | 42’ Tomisawa 74’ Nakamachi 80’ Marquinhos |

| Arbitro: | Yamamoto |

|               |           |  |
| Sato 49’, 59’ | Marcatori |  |

| Arbitro: | Murakami |

|  |           |                      |
|  | Marcatori | 5’ Sato 87’ Ishihara |

| Arbitro: | Imamura |

|           |           |            |
| Ogawa 48’ | Marcatori | 67’ Aoyama |

| Saitama 6 maggio 2013 | Omiya Ardija | – | Sanfrecce | NACK5 Stadium Ōmiya |

| Hiroshima 11 maggio 2013 | Sanfrecce | – | Oita Trinita | Hiroshima Big Arch |

| Hiroshima 18 maggio 2013 | Sanfrecce | – | Ventforet Kofu | Hiroshima Big Arch |

| Hiratsuka 25 maggio 2013 | Shonan Bellmare | – | Sanfrecce | BMW Stadium |

| Hiroshima 29 maggio 2013, ore 19:06 UTC+9 | Sanfrecce | 0 – 0 referto | Kashiwa Reysol | Hiroshima Big Arch (10 045 spett.)\| Arbitro: \| Imamura \| |
| Arbitro:                                  | Imamura   |               |                |                                                             |

| Tokyo 6 luglio 2013 | FC Tokyo | – | Sanfrecce | Tokyo Stadium |

| Hiroshima 10 luglio 2013 | Sanfrecce | – | Kawasaki Frontale | Hiroshima Big Arch |

| Hiroshima 13 luglio 2013 | Sanfrecce | – | Cerezo Osaka | Hiroshima Big Arch |

| Sendai 17 luglio 2013 | Vegalta Sendai | – | Sanfrecce | Yurtec Stadium Sendai |

#### Girone di ritorno
| Hiroshima 31 luglio 2013 | Sanfrecce | – | Omiya Ardija | Hiroshima Big Arch |

| Saitama 3 agosto 2013 | Urawa Reds | – | Sanfrecce | Saitama Stadium 2002 |

| Hiroshima 10 agosto 2013 | Sanfrecce | – | Júbilo Iwata | Hiroshima Big Arch |

| Hiroshima 17 agosto 2013 | Sanfrecce | – | Nagoya Grampus | Hiroshima Big Arch |

| Oita 24 agosto 2013 | Oita Trinita | – | Sanfrecce | Oita Bank Dome |

| Kofu 28 agosto 2013 | Ventforet Kofu | – | Sanfrecce | Yamanashi Chuo Bank Stadium |

| Hiroshima 31 agosto 2013 | Sanfrecce | – | FC Tokyo | Hiroshima Big Arch |

| Kawasaki 14 settembre 2013 | Kawasaki Frontale | – | Sanfrecce | Todoroki Athletics Stadium |

| Hiroshima 21 settembre 2013 | Sanfrecce | – | Albirex Niigata | Hiroshima Big Arch |

| Tosu 28 settembre 2013 | Sagan Tosu | – | Sanfrecce | Best Amenity Stadium |

| Hiroshima 5 ottobre 2013 | Sanfrecce | – | Shimizu S-Pulse | Hiroshima Big Arch |

| Yokohama 19 ottobre 2013 | F·Marinos | – | Sanfrecce | Nissan Stadium |

| Hiroshima 27 ottobre 2013 | Sanfrecce | – | Vegalta Sendai | Hiroshima Big Arch |

| Kashiwa 10 novembre 2013 | Kashiwa Reysol | – | Sanfrecce | Hitachi Kashiwa Soccer Stadium |

| Osaka 23 novembre 2013 | Cerezo Osaka | – | Sanfrecce | Nagai Stadium |

| Hiroshima 30 novembre 2013 | Sanfrecce | – | Shonan Bellmare | Hiroshima Big Arch |

| Kashima 7 dicembre 2013 | Kashima Antlers | – | Sanfrecce | Kashima Soccer Stadium |

### Supercoppa del Giappone
| Arbitro: | Tojo |

|          |           |  |
| Sato 29’ | Marcatori |  |

### AFC Champions League
| Arbitro: | Alzarouni |

|  |           |                       |
|  | Marcatori | 46’ Pyshur 86’ Musaev |

| Arbitro: | Mozaffar |

|                               |           |              |
| Lang Zheng 21’ Piao Cheng 79’ | Marcatori | 75’ Ishihara |

| Arbitro: | Al-Awaji |

|  |           |                  |
|  | Marcatori | 18’ Bae Chun-Suk |

| Arbitro: | Noor |

|              |           |              |
| Jin Sung 67’ | Marcatori | 62’ Ishihara |

| Taškent 23 aprile 2013, ore 18:00 UTC+5 | Bunyodkor | 0 – 0 referto | Sanfrecce | Stadio MHSK (8 448 spett.)\| Arbitro: \| Mohamed \| |
| Arbitro:                                | Mohamed   |               |           |                                                     |

| Hiroshima 30 aprile 2013, ore 19:00 UTC+9 | Sanfrecce   | 0 – 0 referto | Beijing Guoan | Hiroshima Big Arch (5 719 spett.)\| Arbitro: \| Abdulrahman \| |
| Arbitro:                                  | Abdulrahman |               |               |                                                                |

## Statistiche

### Statistiche di squadra
| Competizione         | Punti | Totale | Totale | Totale | Totale | Totale | Totale | D.R. |
| Competizione         | Punti | G      | V      | N      | P      | Gf     | Gs     | D.R. |
| -------------------- | ----- | ------ | ------ | ------ | ------ | ------ | ------ | ---- |
| AFC Champions League | -     | 6      | 0      | 3      | 3      | 2      | 6      | -    |
| Fuji Xerox Cup       | -     | 1      | 0      | 0      | 1      | 0      | 1      | -    |
| Totale               |       | 7      | 0      | 3      | 4      | 2      | 7      |      |